# Agrotis albula
Agrotis albula là một loài bướm đêm trong họ Noctuidae.